# 刘锡诚
刘锡诚（1935年2月—），男，山东昌乐人，中国文学评论家、民间文艺学家，中国民间文艺家协会原副主席。